# Aminómaco
Aminómaco (fl. siglo III a. C.), hijo de Filócrates, del demo ático de Bate fue, junto con Timócrates, hijo de Demetrio de Potamos, el heredero de Epicuro (ca. 270 a. C.). No se sabe si eran filósofos epicúreos. Se les entregaron las propiedades de Epicuro con la condición de que le dieran el Jardín a Hermarco y a los demás epicúreos. De esta manera Epicuro, ciudadano ateniense, se asegura de que Hermarco y otros epicúreos no atenienses puedan permanecer en el Jardín, aunque no pueden heredar legalmente la propiedad.
Otro Aminómaco, probablemente el abuelo del heredero (también Aminómaco hijo de Filócrates) aparece en una lista epigráfica de pritanos atenienses (350 a. C.).